# Aaron Slight
Aaron Tony Slight (ur. 19 stycznia 1966 w Masterton) – nowozelandzki motocyklista.

## Kariera
Aaron karierę rozpoczął w nowozelandzkich mistrzostwach kategorii 250 cm³ w 1984 roku. Trzy lata później został mistrzem tej serii. Sukces odniósł na japońskim motocyklu Yamaha. W sezonie 1988 zadebiutował w MŚ Superbike'ów, jednakże bez sukcesu.
W 1989 roku (na Kawasaki) Slight zajął 3. miejsce w klasyfikacji generalnej Australijskich Mistrzostw Superbike. W tym samym sezonie po raz kolejny wystartował z "dziką kartą" w World Superbike (wziął udział w trzech eliminacjach). Na nowozelandzkim torze Manfeild Aaron tym razem stanął na średnim stopniu podium w pierwszym wyścigu, natomiast w drugim uzyskał najszybsze okrążenie. Uzyskane punkty sklasyfikowały go na 14. miejscu. W 1990 Nowozelandczyk wziął udział w dwóch rundach mistrzostw świata. Najlepiej spisał się podczas drugiego wyścigu na Manfeild, gdzie zajął trzecią pozycję. W klasyfikacji generalnej znalazł się na 19. lokacie.
W sezonie 1991 Slight sięgnął po tytuł mistrzowski w Mistrzostwach Superbike'ów Australii oraz Pacyfiku. W międzyczasie po raz czwarty zaliczył gościnny występ w mistrzostwach globu. Wystąpiwszy w sześciu wyścigach, dwukrotnie stanął na najniższym stopniu podium, na japońskim torze w Sugo oraz australijskim Phillip Island (tam również dwukrotnie wykręcił najlepszy czas okrążenia).
Rok 1992 był dla Aarona pierwszym pełnym sezonem w World Superbike. Podpisał kontrakt z zespołem Kawasaki Moving Team. Już w pierwszym wyścigu (w hiszpańskim Albacete) Nowozelandczyk jako pierwszy przeciął linię mety (oraz uzyskał najszybsze okrążenie). Dzięki temu został pierwszym liderem klasyfikacji generalnej. W dalszej fazie sezonie Slightowi nie szło jednak tak dobrze i ostatecznie zmagania zakończył na 6. miejscu (trzeci był jego partner Rob Phillis). W trakcie zmagań jeszcze pięciokrotnie stanął na podium oraz trzykrotnie wykręcił najlepszy czas okrążenia wyścigu.
W kolejnym sezonie Slight kontynuował współpracę z zespołem, a jego nowym partnerem został Amerykanin Scott Russell. Aaron ośmiokrotnie znalazł się w pierwszej trójce, a podczas pierwszego wyścigu na włoskim torze Monza odniósł drugie zwycięstwo w karierze. Dwukrotnie sięgnął również po pole position (w Albacente oraz Estoril). Ostatecznie w klasyfikacji końcowej uplasował się na 3. pozycji, natomiast jego kolega z zespołu sięgnął po tytuł mistrzowski.
W roku 1994 Nowozelandczyk nawiązał współpracę z ekipą Castrol Honda, kończąc tym samym długoletnią jazdę na Kawasaki. Slight dziesięciokrotnie stanął na podium, jednak w żadnym z wyścigów nie udało mu się zwyciężyć. W klasyfikacji generalnej ponownie znalazł się na 3. miejscu, przed team-partnerem Dougiem Polenem.
W drugim sezonie współpracy Aaron spisał się jeszcze lepiej, plasując się w pierwszej trójce jedenastokrotnie. Dwukrotnie przy tym zwyciężył, na hiszpańskim torze w Albacente oraz indonezyjskim Sentul. W ogólnej punktacji po raz trzeci jednak sklasyfikowany został na 3. lokacie.
W sezonie 1996 Slight po bardzo równym i konsekwentnym sezonie sięgnął po tytuł wicemistrzowski, ulegając jedynie Australijczykowi Troyowi Corserowi. Nowozelandczyk odniósł wielki sukces w postaci pokonania w klasyfikacji końcowej swojego nowego partnera, a zarazem aktualnego mistrza świata, Brytyjczyka Carl'a Fogarty'ego. Aaron trzynastokrotnie zameldował się na podium, a jedyne zwycięstwo odniósł na niemieckim torze Hockenheimring.
W czwartym roku współpracy z Hondą Aaron jedenaście razy plasował się w czołowej trójce, z czego trzykrotnie zwyciężył (na Phillip Island, Donington Park oraz Hockenheimringu). W Australii okazał się również najlepszy w sesji kwalifikacyjnej. Pozostał jednak w cieniu zespołowego kolegi, którym tym razem był John Kocinski. Amerykanin został nowym mistrzem świata, natomiast Slight po raz piąty w karierze musiał zadowolić się 3. pozycją, po tym jak przegrał walkę o drugie miejsce z byłym partnerem Fogarty'm (tym razem na Ducati).
Sezon 1998 był dla Nowozelandczyka najlepszym w karierze. Do ostatniego wyścigu liczył się w walce o tytuł mistrzowski z Fogarty'm oraz Corserem, ostatecznie przegrywając z tym pierwszym o zaledwie pięć i pół punktu. Zmagania zakończył z taką samą ilością punktów, co Australijczyk, jednak wygrał z nim przewagą zwycięstw. Slight dziesięciokrotnie mieścił się w pierwszej trójce, odnosząc przy tym pięć zwycięstw. Osobisty rekord uzyskał także w ilości najszybszych okrążeń, bowiem najlepszy czas wyścigu wykręcił osiem razy. Po pole position sięgnął dwukrotnie (na Monzie oraz w austriackim Zeltweg). Uzyskał taką samą sumę punktów (347), co przed dwoma laty. Jego team-partnerem był wówczas przyszły dwukrotny mistrz globu Colin Edwards, który zajął 5. miejsce.
W 1999 Aaron po raz pierwszy zakończył sezon poza czołową trójką, na 4. pozycji. Pomimo dwunastu wizyt na podium, ani razu nie znalazł się na najwyższym stopniu. Na niemieckim Hockenheimringu po raz ostatni w karierze startował z pierwszego pola, natomiast na brytyjskim Brands Hatch uzyskał ostatnie najszybsze okrążenie. W Niemczech jako pierwszy przeciął również linię mety, jednakże w wyniku wywieszenia czerwonej flagi, brano pod uwagę wyniki sprzed okrążenia, kiedy to Fogarty znajdował się jeszcze na pierwszym miejscu, dzięki czemu to Brytyjczyk odniósł zwycięstwo. W całym sezonie okazał się słabszy od Edwardsa, który został podobnie jak Nowozelandczyk przed rokiem, wicemistrzem globu.
W sezonie 2000 Slight zrezygnował ze udziału w mistrzostwach. Po rozegraniu czterech eliminacji, niespodziewanie Aaron powrócił jednak do serii (na rundę w Wielkiej Brytanii), ponownie nawiązując współpracę z Castrol Honda. Forma Nowozelandczyka odbiegała jednak od oczekiwań i w żadnym z wyścigów nie stanął na podium. Najlepiej spisał się podczas drugiego wyścigu w Assen, gdzie zajął czwartą pozycję. Zdobyte punkty sklasyfikowały go na 8. miejscu, podczas Amerykanin Edwards sięgnął po tytuł mistrzowski. Po tym sezonie już więcej nie pojawił się w mistrzostwach świata.
W swojej karierze brał udział również w prestiżowym wyścigu długodystansowym - 8 h Suzuka. W latach 1993–1995 trzykrotnie sięgał po zwycięstwo, za każdym razem z innym partnerem zespołowym (Amerykanie Scott Russell i Doug Polen oraz Japończyk Tadayuki Okada).
W 2001 roku Slight wystartował w pierwszej rundzie sezonu amerykańskich Superbike'ów, na torze Daytona, po czym nieoczekiwanie postanowił zakończyć karierę motocyklową. Nowozelandczyk zaangażował się w wyścigi samochodowe, debiutując w BTCC, Brytyjskich Mistrzostwach GT oraz serii ASCAR. Nie osiągnął w nich jednak dużego sukcesu.